# Okeene
Okeene is een plaats (town) in de Amerikaanse staat Oklahoma, en valt bestuurlijk gezien onder Blaine County.

## Demografie
Bij de volkstelling in 2000 werd het aantal inwoners vastgesteld op 1240.
In 2006 is het aantal inwoners door het United States Census Bureau geschat op 1183, een daling van 57 (-4,6%).

## Geografie
Volgens het United States Census Bureau beslaat de plaats een oppervlakte van
5,9 km², geheel bestaande uit land. Okeene ligt op ongeveer 370 m boven zeeniveau.

## Plaatsen in de nabije omgeving
De onderstaande figuur toont nabijgelegen plaatsen in een straal van 24 km rond Okeene.